# 마쓰시타역
마쓰시타역(일본어: 松下駅 まつしたえき[*])은 일본 미에현 이세시에 위치한 도카이 여객철도 산구선의 철도역이다. 단선 승강장 1면 1선의 구조를 갖춘 지상역이다.

## 이용 현황
| 연도     | 이용 인원 | 연도     | 이용 인원 |
| 1998년도 | 62        | 2006년도 | 52        |
| 1999년도 | 58        | 2007년도 | 45        |
| 2000년도 | 58        | 2008년도 | 44        |
| 2001년도 | 50        | 2009년도 | 43        |
| 2002년도 | 54        | 2010년도 | 41        |
| 2003년도 | 53        | 2011년도 | 38        |
| 2004년도 | 50        | 2012년도 | 37        |
| 2005년도 | 56        | 2013년도 | 45        |
| -------- | --------- | -------- | --------- |

## 역 주변
- 국도 제42호선

## 역사
- 1963년 4월 1일 : 산구선 후타미노우라 - 도바 간에 신설 개업.
- 1987년 4월 1일 : 일본국유철도 분할 민영화에 의해, 도카이 여객철도가 승계.

## 인접 역
| 도카이 여객철도 산구선 | 도카이 여객철도 산구선 | 도카이 여객철도 산구선 |
| ---------------------- | ---------------------- | ---------------------- |
| 후타미노우라 다키 방면 | ■ 산구선               | 도바 방면              |